# Aksu (ort i Kazakstan)
Jermak (ryska: Аксу, Ермак) är en ort i Kazakstan.   Den ligger i oblystet Pavlodar, i den nordöstra delen av landet, 400 km öster om huvudstaden Astana. Jermak ligger 112 meter över havet och antalet invånare är 44 808.
Terrängen runt Jermak är mycket platt. Runt Jermak är det tätbefolkat, med 762 invånare per kvadratkilometer. Trakten runt Jermak består i huvudsak av gräsmarker.